# Brachyscominae
Brachyscominae je podtribus glavočika,  dio tribusa Astereae. Postoji 34 roda a tipični je brahikome (Brachyscome); naziv Brachycome (odakle i hrvatski naziv) nije validan.

## Rodovi
- Subtribus Brachyscominae G. L. Nesom

1. Brachyscome Cass. (97 spp.)
2. Pembertonia P. S. Short (1 sp.)
3. Allittia P. S. Short (2 spp.)
4. Ceratogyne Turcz. (1 sp.)
5. Roebuckiella P. S. Short (9 spp.)
6. Erodiophyllum F. Muell. (2 spp.)
7. Calotis R. Br. (28 spp.)
8. Peripleura (N. T. Burb.) G. L. Nesom (9 spp.)
9. Tetramolopium Nees (38 spp.)
10. Vittadinia A. Rich. (24 spp.)
11. Isoetopsis Turcz. (1 sp.)
12. Elachanthus F. Muell. (2 spp.)
13. Chondropyxis D. A. Cooke (1 sp.)
14. Minuria DC. (11 spp.)
15. Kippistia F. Muell. (1 sp.)
16. Achnophora F. Muell. (1 sp.)
17. Camptacra N. T. Burb. (4 spp.)
18. Dichromochlamys Dunlop (1 sp.)
19. Dimorphocoma F. Muell. & Tate (1 sp.)
20. Hullsia P. S. Short (1 sp.)
21. Iotasperma G. L. Nesom (2 spp.)
22. Pilbara Lander (1 sp.)
23. Ixiochlamys F. Muell. & Sond. (4 spp.)
24. Pappochroma Raf. (9 spp.)
25. Remya Hillebr. ex Benth. & Hook. f. (3 spp.)
26. Macrolearia Saldivia (6 spp.)
27. Olearia Moench (148 spp.)
28. Landerolaria G. L. Nesom (10 spp.)
29. Neolaria G. L. Nesom (3 spp.)
30. Phaseolaster G. L. Nesom (3 spp.)
31. Walsholaria G. L. Nesom (4 spp.)
32. Muellerolaria G. L. Nesom (2 spp.)
33. Spongotrichum (DC.) Nees ex Spach (2 spp.)
34. Linealia G. L. Nesom (1 sp.)
35. Vicinia G. L. Nesom (2 spp.)
36. Wollemiaster G. L. Nesom (1 sp.)
37. Ephedrides G. L. Nesom (1 sp.)